# Tietê-de-coroa
Tietê-de-coroa (Calyptura cristata) é uma espécie de ave Passeriforme da família Platyrinchidae (antes dentre os Cotinginae, por isso declarada como Incertae sedis na falta de estudos mais aprofundados). É a única espécie do género Calyptura (táxon monotípico), sendo classificada por Louis Jean Pierre Vieillot, em 1818. É endémica da Mata Atlântica, na região Sudeste do Brasil, onde habita florestas de altitude.

## Descrição e hábitos
De acordo com Helmut Sick, este pássaro de 7.6 centímetros possui um bico curto e grosso, cauda bem curta e um topete vermelho (amarelado, na fêmea), ladeado de negro; com seu corpo apresentando principalmente um padrão de verde por cima e amarelo por baixo. Segundo Descourtilz (1854), sua vocalização consiste de um chamado breve, rouco e forte. Há relatos de que vive aos casais e que está sempre em movimento, mantendo-se à média altura, na mata, procurando bagas e insetos.

## Raridade e avistamentos
Por muito tempo esta espécie foi considerada extinta, pois não foi observada por quase todo o século XX, até ser avistada e reconhecida - no ano de 1985 - pelo observador de pássaros e pesquisador independente Marcelo Simas e Silva, que -após observar alguns indivíduos dessa espécie na encosta da Serra dos Órgãos (na Microrregião Serrana, em Teresópolis, Rio de Janeiro) publicou seu achado no boletim anual (v.22, 1987) da Fundação Brasileira Para a Conservação da Natureza (FBCN) . Cerca de 10 anos depois, dois pássaros foram vistos, também na encosta da Serra dos Órgãos, inicialmente pelo biólogo Ricardo Parrini, em 27 de outubro de 1996, e sucessivamente, nas manhãs seguintes, por J.F. Pacheco, C.E.S, Carvalho, C. Bauer e F.B. Pontual. Desde essa observação nenhum relato foi confirmado, apesar de existir avistamento não confirmado perto da cidade de Ubatuba (em São Paulo) e entre Nova Friburgo e Sumidouro, no início do século XXI. Por sua extrema raridade, é classificada como criticamente em perigo pela IUCN.